# Netelia melanopus
Netelia melanopus là một loài tò vò trong họ Ichneumonidae.